# Gary Chalandon
Gary Chalandon (ur. 26 września 1986 roku w Décines-Charpieu) – francuski kierowca wyścigowy.

## Kariera
Chalandon rozpoczął karierę w międzynarodowych wyścigach samochodowych w 2008 roku od startów w Akademii Formuły Euro Series. Z dorobkiem jednego punktu został sklasyfikowany na dwudziestej pozycji w klasyfikacji generalnej. W późniejszych latach Francuz pojawiał się także w stawce Formuły Le Mans, 24-godzinnego wyścigu Le Mans, French GT Championship, FIA GT3 European Championship, Intercontinental Le Mans Cup oraz Le Mans Series.